# 新高 (大阪市)
新高（にいたか）は、大阪市淀川区の地名。現行行政地名は新高一丁目から新高六丁目。

## 地理
淀川区北部、神崎川南岸に位置する。北は神崎川を跨いで豊中市神州町・三国、北東で西三国、東で三国本町、西で三津屋北・三津屋中、北西の神崎川に架かる橋梁上の一点で豊中市大島町と隣接する。

### 河川
- 神崎川

## 歴史
元は西成郡新在家村。1889年（明治22年）の町村制施行により神津村の大字となり、1925年（大正14年）の大阪市編入の際に東淀川区新高町に改称された。

### 地名の由来
町名は、この区域が周囲に比べて標高が高かったことや、新しく開拓した土地の収穫量（高）に由来する。また、当時台湾の新高山が日本領で一番高い山として知られるようになっていたことも関連があるといわれる。

### 沿革
- 東淀川区時代の1974年6月に現在の町名に変更。翌月7月に淀川区に分区。また比較的高層マンションが多く、人口密度は高い地域である。

## 世帯数と人口
2019年（令和元年）9月30日現在の世帯数と人口は以下の通りである。
| 丁目       | 世帯数    | 人口     |
| ---------- | --------- | -------- |
| 新高一丁目 | 1,408世帯 | 3,054人  |
| 新高二丁目 | 1,215世帯 | 2,276人  |
| 新高三丁目 | 986世帯   | 2,029人  |
| 新高四丁目 | 1,315世帯 | 2,694人  |
| 新高五丁目 | 896世帯   | 1,707人  |
| 新高六丁目 | 884世帯   | 1,728人  |
| 計         | 6,704世帯 | 13,488人 |

### 人口の変遷
国勢調査による人口の推移。
| 1995年（平成7年）  | 11,155人 | [ 6 ]  |  |
| 2000年（平成12年） | 11,016人 | [ 7 ]  |  |
| 2005年（平成17年） | 12,848人 | [ 8 ]  |  |
| 2010年（平成22年） | 13,131人 | [ 9 ]  |  |
| 2015年（平成27年） | 14,021人 | [ 10 ] |  |

### 世帯数の変遷
国勢調査による世帯数の推移。
| 1995年（平成7年）  | 4,857世帯 | [ 6 ]  |  |
| 2000年（平成12年） | 4,865世帯 | [ 7 ]  |  |
| 2005年（平成17年） | 5,670世帯 | [ 8 ]  |  |
| 2010年（平成22年） | 5,955世帯 | [ 9 ]  |  |
| 2015年（平成27年） | 6,467世帯 | [ 10 ] |  |

## 学区
市立小・中学校に通う場合、学区は以下の通りとなる。なお、小学校・中学校入学時に学校選択制度を導入しており、通学区域以外に淀川区にある以下の通学区域に隣接する校区にある小学校・中学校から選択することも可能。
| 丁目       | 番   | 小学校             | 中学校             |
| ---------- | ---- | ------------------ | ------------------ |
| 新高一丁目 | 全域 | 大阪市立新高小学校 | 大阪市立三国中学校 |
| 新高二丁目 | 全域 | 大阪市立新高小学校 | 大阪市立三国中学校 |
| 新高三丁目 | 全域 | 大阪市立新高小学校 | 大阪市立三国中学校 |
| 新高四丁目 | 全域 | 大阪市立新高小学校 | 大阪市立三国中学校 |
| 新高五丁目 | 全域 | 大阪市立新高小学校 | 大阪市立三国中学校 |
| 新高六丁目 | 全域 | 大阪市立新高小学校 | 大阪市立三国中学校 |

## 事業所
2016年（平成28年）現在の経済センサス調査による事業所数と従業員数は以下の通りである。
| 丁目       | 事業所数  | 従業員数 |
| ---------- | --------- | -------- |
| 新高一丁目 | 71事業所  | 1,602人  |
| 新高二丁目 | 52事業所  | 739人    |
| 新高三丁目 | 67事業所  | 1,170人  |
| 新高四丁目 | 67事業所  | 700人    |
| 新高五丁目 | 58事業所  | 593人    |
| 新高六丁目 | 73事業所  | 434人    |
| 計         | 388事業所 | 5,238人  |

## 交通

### 鉄道
- 神崎川駅（阪急神戸本線）
- 三国駅（阪急宝塚本線） - 所在地は三国本町だが北側の敷地の一部が町域内に当たる。

### 道路
- 国道176号

## 施設
- 大阪府西大阪治水事務所神崎川出張所
- 新高コミュニティ会館
- 淀川子ども・子育てプラザ
- 大阪市立新高小学校
- 大阪市立新高幼稚園
- ふたば乳児園
- 淀川新高郵便局
- ニイタカ 本社
- 桐灰化学 本社
- 塩野香料 大阪工場
- 新高東公園
- 大阪府警察 神崎川待機宿舎
- 阪急電鉄神崎川変電所
- 福泉寺 - 黄檗宗の仏教寺院

## その他

### 日本郵便
- 〒532-0033[3]（集配局：淀川郵便局[14]）